# تزریق زیرجلدی

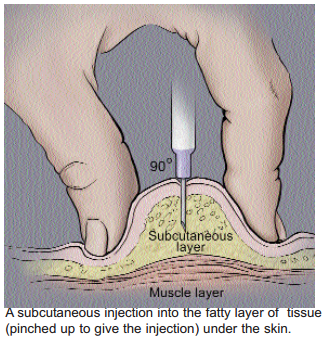
تزریق در بافت زیر جلدی

تزریق زیرجلدی (به انگلیسی: Subcutaneous injection) جهت تزریق بسیاری از داروها ازجمله انسولین، مورفین و هروئین و نیز به عنوان روشی مخالف با تزریق داخل وریدی مورد استفاده قرار می‌گیرد. بافت زیر جلدی (Subcutaneous) یک بافت همبند غنی از بافت چربی با خونرسانی کم بوده و به همین دلیل معمولاً سرعت جذب دارو در آن طولانی‌تر از عضله است.
هدف از تزریق زیر جلدی، جذب آرام دارو و با حجم تزریق محدود می‌باشد. این روش جهت تزریق داروهایی بمانند انسولین که باید در بافت چربی به‌طور تدریجی جذب شود، روش ایده‌آلی بوده که با کمترین درد، امکان تکرار چندین نوبت تزریق را فراهم می‌سازد. از ماساژ دادن ناحیه، پس از تزریق انسولین یا هپارین باید خودداری شود چراکه باعث جذب سریعتر دارو شده و باعث التهاب بافتی می‌گردد.

## مراحل تزریق زیرجلدی
1. پوست بالا کشیده شود.
2. ورود سوزن به بافت سریع و تزریق آهسته انجام گیرد.